# Kriminologische Lerntheorien
Kriminologische Lerntheorien gehen von der Annahme aus, dass von der Norm abweichende Verhaltensmuster ebenso erlernt werden wie konformes Verhalten. Alle Einstellungen, Wertvorstellungen, Motive und Verhaltenstechniken würden im Prozess der Kommunikation von anderen Gesellschaftsmitgliedern übernommen und dann eingeübt. Ausschlaggebend seien die Personen, deren Verhalten nachgeahmt wird, und das soziale Umfeld, in dem diese Lernprozesse stattfinden. Kriminologische Lerntheorien stehen damit im Gegensatz zu älteren, biologistischen Annahmen, nach denen Kriminalität genetisch bedingt sei.
Von den frühen Publikationen des französischen Soziologen Gabriel Tarde abgesehen, wurden alle kriminologischen Lerntheorien von Forschern aus den Vereinigten Staaten entworfen. Die Grundlage schuf 1947 Edwin H. Sutherland mit seiner Theorie der differentiellen Assoziation. Alle später konzipierten Ansätze sind Ergänzungen und Modifikationen dieser Theorie. Sutherland erklärte das Entstehen von Kriminalität, ähnlich wie bereits Tarde, mit den Lernprozessen, die sich aus den Wahlmöglichkeiten zwischenmenschlicher Kontakte bieten. Daniel Glaser ergänzte die Theorie um den Aspekt der Identifikation. Gresham M. Sykes und David Matza gingen mit ihrer Neutralisierungstheorie der Frage nach, was denn zu erlernen sei, damit Personen Straftaten begehen können. Ronald L. Akers schließlich verknüpfte Sutherlands Theorie mit der sozialkognitiven Lerntheorie und machte damit die kriminologische Lerntheorie empirisch überprüfbar.

## Gabriel Tarde – der Vorläufer

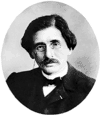
Gabriel Tarde

Die ab Mitte des 20. Jahrhunderts publizierten kriminologischen Lerntheorien setzen fort, was der französische Soziologe und Kriminologe Gabriel Tarde bereits am Ende des 19. Jahrhunderts postuliert hatte. Tardes Theorie vom kriminellen Berufstyp und von der kriminellen Nachahmung besagt: Das Verbrechen ist Handwerk und Beruf. Der Berufskriminelle ist nach langer Lehrzeit in speziellen Techniken geschult. Er verfügt über eine Fachsprache und verhält sich gegenüber seinen Mitkriminellen einem bestimmten Kodex entsprechend. Die mächtige, unbewusste und geheimnisvolle Triebkraft, die alle Phänomene der Gesellschaft inklusive des Verbrechens erkläre, sei die Nachahmung, kraft derer sich der Gedanke von einem Gehirn zum anderen übertrage. Je engeren Kontakt Menschen hätten, desto wirksamer sei die Nachahmung. Aus der Feststellung, dass ein Straftäter nur das wiederhole, was andere ihm vorgemacht hätten, zog Tarde den Schluss, jedermann sei schuldig, nur der Kriminelle nicht.

## Theorie der differentiellen Assoziation (Sutherland)
Die Theorie der differentiellen Assoziation wurde 1939 von Edwin H. Sutherland unter Einfluss seiner eigenen Arbeit über den professionellen Dieb formuliert. Gemeinsam mit seinem Schüler Donald R. Cressey entwickelte er sie weiter, ihre endgültige Fassung erhielt sie 1947 in der 4. Auflage seines Kriminologie-Lehrbuchs. Eine deutsche Übersetzung wurde 1968 von Fritz Sack und René König publiziert, wobei der Begriff Assoziation durch Kontakte ersetzt wurde.

### Theoretische Aussagen
Sutherland formuliert die zentralen Aussagen seiner Theorie in neun sich teilweise überschneidenden Thesen.
1. „Kriminelles Verhalten ist erlerntes Verhalten.“ Negativ formuliert bedeute dies, dass kriminelles Verhalten nicht vererbt wird. Ebenso wenig könne eine Person, die nicht schon kriminelles Training habe, kriminelles Verhalten erfinden.
2. „Kriminelles Verhalten wird in Interaktion mit anderen Personen in einem Kommunikationsprozeß gelernt.“ Solche Kommunikation sei meist verbal, schließe aber auch Kommunikation durch Gestik ein.
3. „Kriminelles Verhalten wird hauptsächlich in intimen persönlichen Gruppen erlernt.“ Das bedeute, dass unpersönliche Kommunikationsmittel wie Filme und Zeitungen eine untergeordnete Rolle bei der Entstehung kriminellen Verhaltens spielen.
4. „Das Erlernen kriminellen Verhaltens schließt das Lernen a) der Techniken zur Ausführung des Verbrechens, die manchmal sehr kompliziert, manchmal sehr einfach sind, b) die spezifische Richtung von Motiven, Trieben, Rationalisierungen und Attitüden ein.“
5. „Die spezifische Richtung von Trieben und Motiven wird gelernt, indem Gesetze positiv oder negativ definiert werden.“ In einigen Gesellschaften lebe ein Individuum nur mit Personen zusammen, die gesetzliche Regelungen befolgen. In anderen Gesellschaften lebe es mit Personen zusammen, deren Einstellungen eine Gesetzesverletzung begünstige. In der amerikanischen Kultur kämen fast immer positive und negative Interpretationen gesetzlicher Regelungen zusammen vor. Folglich komme es zu kulturellen Konflikten.
6. „Eine Person wird delinquent infolge eines Überwiegens der die Verletzung begünstigender Einstellungen über jene, die die Gesetzesverletzungen negativ beurteilen.“ Das sei das Prinzip der differentiellen Kontakte. Es beziehe sich auf kriminelle wie auf antikriminelle Kontakte und betreffe das Aufeinandertreffen entgegengerichteter Kräfte.
7. „Differentielle Kontakte variieren nach Häufigkeit, Dauer, Priorität und Intensität.“ Häufigkeit und Dauer als Eigenschaften von Kontakten bedürften keiner Erklärung. Priorität sei deshalb wichtig, weil gesetzestreues ebenso wie delinquentes Verhalten, das sich in der frühen Kindheit entwickelte, das ganze Leben hindurch fortdauern könne.
8. „Der Prozess, in dem kriminelles Verhalten durch Kontakte mit kriminellen und antikriminellen Verhaltensmustern gelernt wird, umfasst alle Mechanismen, die bei jedem anderen Lernprozeß auch beteiligt sind.“ Das bedeutet, dass die Mechanismen des Erlernens kriminellen Verhaltens nicht auf Imitation beschränkt sei.
9. „Obwohl kriminelles Verhalten ein Ausdruck genereller Bedürfnisse und Werte ist, wird es nicht durch diese generellen Bedürfnisse und Werte erklärt, da nichtkriminelles Verhalten Ausdruck eben derselben Bedürfnisse und Werte ist.“ Diebe würden im Allgemeinen stehlen, um sich Geld zu verschaffen, dasselbe Ziel hätten ehrenwerte Arbeiter aber auch.

Für Sutherland war es im Rahmen seiner Theorie nicht erforderlich zu erklären, warum eine Person die Kontakte hat, die sie hat. Eine solche Erklärung enthielte viele komplexe Tatbestände. Beispielhaft nennt er: In einem Gebiet mit hoher Delinquenzrate würde ein ungezwungener, geselliger, aktiver und kräftiger Junge sehr wahrscheinlich mit den anderen Jungen aus der Nachbarschaft in Kontakt kommen, delinquentes Verhalten von ihnen lernen und Gangster werden. In derselben Nachbarschaft würde ein psychopathischer Junge, der isoliert, in sich gekehrt und träge ist, zu Hause bleiben, nicht mit den anderen Jungen aus der Nachbarschaft in Kontakt kommen und nicht delinquent werden. In einer anderen Situation würde der gesellige, kräftige und aggressive Junge Mitglied einer Pfadfindergruppe und nicht in delinquentes Verhalten verwickelt werden. Die Kontakte einer Person und damit ihre Neigung zur Delinquenz seien durch den allgemeinen sozialen Zusammenhang determiniert.

### Kriminologische Rezeption und kriminalpolitische Implikationen
Fritz Sack betont als Vertreter des sogenannten Labeling approach die „ungeheuerliche“ Botschaft der Theorie für die damalige Kriminologie: Ein Krimineller sei man nicht, sondern man werde zu ihm. Kriminalität müsse man ebenso erlernen wie einen ehrenwerten Beruf auch. Damit habe Sutherland das Tor zu einer Kriminologie aufgestoßen, die nicht mehr auf Attribute der Täterpersönlichkeit fixiert ist.
Weil Sutherland keine genauen Angaben darüber macht, wie kriminalitätsbegünstigende Kontakte beschaffen sein müssen, damit sie sich gegen konformes Verhalten begünstigende Kontakte durchsetzen, ist seine Theorie empirisch kaum zu überprüfen. Laut Karl-Ludwig Kunz und Tobias Singelnstein bietet die Theorie keine umfassende Kriminalitätserklärung. Sie erkläre nicht, warum Personen bestimmte Kontakte haben und Personen mit kriminellen Kontakten mitunter nicht kriminell würden. Sie sei zudem nicht auf alle Kriminalitätsformen (etwa Affekt- und Triebtaten) anwendbar und vernachlässige den Einfluss von Medien. Für Bernd-Dieter Meier ist der wichtigste Einwand, der sich heutzutage gegen die Theorie erheben lässt, dass ihr jeder Bezug zu den Prinzipien der allgemeinen Lerntheorie fehle.
Die kriminalpolitischen Implikationen sind eindeutig: Die Theorie der differentiellen Assoziationen steht für ein resozialisierendes Strafrecht, denn wenn kriminelle Einstellungen und Aktivitäten erlernt werden, können sie auch wieder verlernt werden. Dazu müsse es Ziel sein, Kriminelle mit Nicht-Kriminellen zu umgeben, also soziale Räume aufzulösen, in denen überwiegend deviante Menschen leben.

## Theorie der differentiellen Identifikation (Glaser)
Mit seiner Theorie der differentiellen Identifikation ergänzte Daniel Glaser 1956 Sutherlands Theorie der differentiellen Assoziation, die nach seiner Auffassung nicht komplex genug ist, um alle Arten von Delinquenz zu erklären. Allein der Kontakt zu kriminellen Personen sei nicht hinreichend, sonst müssten beispielsweise Polizisten und Justizvollzugsbeamte, die tagtäglich mit Straftätern und deren Verhalten konfrontiert seien, zu Kriminellen werden. Zum Kontakt müsse die Identifikation hinzukommen.
Unter Identifikation wird die freiwillige Wahl einer anderen Person verstanden, von deren Perspektive her das eigene Verhalten beobachtet wird. Glasers theoretische Aussage lautet kurzgefasst: Wenn es Personen gibt, die abweichende Verhaltensweisen billigen oder gar fordern und wenn eine Identifikation mit solchen Personen, seien die real oder nur vorgestellt, erfolgt, dann verhalten sich die sich Identifizierenden kriminell.
Die Theorie der differentiellen Identifikation unterscheidet sich substanziell wenig von Sutherlands Theorie. Ein wichtiger Unterschied ist jedoch, dass sie über Medien vermittelten kriminellen Rollen eine ähnliche Bedeutung zumisst wie dem persönlichen Kontakt.

## Neutralisierungstheorie (Sykes und Matza)
Gresham M. Sykes und David Matza publizierten 1957 mit der Neutralisierungtheorie eine Fortentwicklung der Sutherland-Theorie. Ihr Ansatz greift die Frage auf, was gelernt werden muss, um Straftaten zu begehen. Eine deutsche Übersetzung wurde 1968 von Fritz Sack und René König publiziert.

### Theoretische Aussagen
Der Ausgangspunkt ist die Vorstellung, dass Straftäter die gesellschaftlichen Werte und Normen grundsätzlich als gültig anerkennen. Daraus ergibt sich die Frage, welche psychischen Mechanismen es den Tätern ermöglichen, sich in konkreten Tatsituationen über die Rechtsnormen hinwegzusetzen. Sykes und Matza nennen fünf Neutralisierungstechniken, die dem Delinquenten ermöglichen, Rechtsnormen zu verletzen. In Übereinstimmung mit Sutherland gehen sie davon aus, dass diese Techniken im Kontakt mit anderen erlernt werden müssen. Die fünf Argumente lauten:
- Ablehnung der Verantwortung (Denial of Responsibility): Das delinquente Handeln wird auf Ursachen zurückgeführt, die vom Straftäter nicht beeinflusst werden können. Folglich ist er für sein Tun nicht verantwortlich und begründet es mit beispielsweise dem Einfluss falscher Freunde oder dem einer ungünstigen Wohngegend.
- Verneinung des Unrechts (Denial of Injury): Das delinquente Verhalten wird zwar als normverletzend erkannt, aber nicht als unmoralisch gewertet. Der Täter beruft sich darauf, dass er weder einen großen Schaden angerichtet noch jemanden konkret geschädigt habe (etwa bei Verkehrsdelikten, Sachbeschädigung oder Versicherungsbetrug).
- Abwertung des Opfers (Denial of Victim): Der Täter macht sich zum moralisch überlegenen Bestrafer. Er übernimmt zwar die Verantwortung für sein Delikt, würdigt aber das Tatopfer herab (Opfer-Abwertung). Das Opfer wird zum Übeltäter ernannt, zu einer Person, die genau diese Behandlung verdient hatte (geschieht häufig gegenüber Sexualstraftätern im Strafvollzug).
- Verdammung der Verdammenden (Condemnation of the Condemners): Der Delinquent verschiebt die Aufmerksamkeit von sich und seiner Straftat auf diejenigen, die seine Tat verurteilen, und unterstellt ihnen verwerfliche Motive (wie etwa persönliche Abneigung gegen den Täter oder die Bevölkerungsgruppe, aus der dieser stammt).
- Berufung auf höhere Instanzen (Appeal to Higher Loyalties): Der Straftäter beruft sich darauf, nicht aus Eigeninteresse gehandelt zu haben, sondern für die bedeutenden Belange einer wichtigen Gruppe (gilt auch für politisch motivierte Straftaten).

### Kriminologische Rezeption und kriminalpolitische Implikationen
Frank Neubacher und Michael Bock sehen die Stärke der Theorie darin, dass sie auch die Kriminalität von sozial angepassten und integrierten Personen erklären kann, die keinen nennenswerten Entwicklungsrisiken ausgesetzt waren. Die Theorie sei nicht auf die unteren sozialen Schichten ausgerichtet, sondern finde reichhaltiges Anschauungsmaterial in der Wirtschaftskriminalität und der Kriminalität der Mächtigen.
Obschon Bernd-Dieter Meier die Neutralisierungstheorie für keine wirkliche Kriminalitätstheorie hält, weil sich Sykes und Matza nicht mit der Frage auseinandersetzen, wie der Täter überhaupt dazu kommt, eine Straftat begehen zu wollen, betrachtet er sie als praktisch bedeutsam für den Täter-Opfer-Ausgleich. Dabei werde dem Täter vor dem Hintergrund seiner Abwertung des Opfers eine Auseinandersetzung mit dem konkret bewirkten Opferleid abverlangt.

## Theorie des sozialen Lernens (Akers)
In seiner Theorie des sozialen Lernens führte Ronald L. Akers 1973 Sutherlands Theorie der differentiellen Assoziation und die Sozialkognitive Lerntheorie von Albert Bandura zusammen. Bevor Akers den Aspekt des Modelllernens in die Theorie einfügte, wurde eine von ihm 1966 mit Robert L. Burgess gemeinsame verfasste Vorarbeit als Theorie der differentiellen Verstärkung bezeichnet. In dieser Arbeit wurde noch ausschließlich auf den Aspekt der Verstärkung älterer Lerntheorien abgehoben.

### Theoretische Aussagen
Seine zentralen Annahmen stellt Akers in vier Konzepten vor. In allen Gruppen, mit denen der Akteur Kontakt hat, wirken prinzipiell alle vier Konzepte.
- Das Konzept der Differentiellen Assoziation bezieht sich, wie bereits bei Sutherland, auf die Prozesse, mit denen die Akteure mit anderen Personen in Kontakt kommen und damit auch mit verschiedenen Definitionen, Einstellungen und Werthaltungen.
- Die Differentiellen Verstärkung zeigt sich in den Folgen einer Handlung, die der Akteur in Form von Belohnungen oder Bestrafungen wahrnimmt. Wird eine positive Verstärkung erlebt oder beobachtet, steigt die Wahrscheinlichkeit der Handlungsausführung bzw. -wiederholung. Dagegen führt eine negative Verstärkung eher zu einer Reduzierung der Verhaltenshäufigkeit.
- Das Konzept der Imitation meint die Beobachtung des Verhaltens anderer Personen und dessen Konsequenzen im Sinne des Modelllernens. Die Imitation eröffnet Akteuren bisher nicht bekannte Verhaltensoptionen, was für die Erklärung erster Delinquenz von Bedeutung ist.
- Definitionen sind im Sinne der Theorie die vorhandenen Meinungen und Einstellungen einer Person zu ihren Verhaltensweisen. Sie werden durch differentielle Verstärkung und Imitation erlernt. Es wird zwischen generellen und spezifischen Definitionen unterschieden. Unter generellen Definitionen sind moralische, religiöse und andere konventionelle Werte zu verstehen, die normtreuem Verhalten zuträglich sind. Spezifische Definitionen beziehen sich auf einzelne Verhaltensweisen. Die Theorie unterscheidet weiterhin zwischen Definitionen, die kriminelles Verhalten rechtfertigen, und solchen, die es missbilligen.

Die vier Konzepte wirken dermaßen zusammen, dass in sozialen Kontexten Definitionen angeboten und verschiedene Verhaltensweisen präsentiert werden, die imitiert werden können und von der Gruppe durch jeweilige Verstärker belohnt oder sanktioniert werden.

### Kriminologische Rezeption und kriminalpolitische Implikationen
Die Theorie des sozialen Lernens ist die einflussreichste Weiterentwicklung des Sutherland-Ansatzes. Sie wurde vielfach überprüft und erwies sich als diejenige kriminalsoziologische Theorie, die die meiste empirische Unterstützung erfahren hat.
Die kriminalpolitischen Implikationen entsprechen denen der Sutherland-Theorie (resozialisierendes Strafrecht und Auflösung sozialer Räume, in denen überwiegend deviante Menschen leben), es kommen jedoch zwei wichtige Aspekte hinzu. Erstens müssen kriminelle Handlungen derartig negative Konsequenzen bekommen, dass diese die positiven Konsequenzen überwiegen. Umgekehrt müssen konforme Handlungen so belohnt werden, dass deren negative Folgen unwichtig werden. Zweitens muss der Einfluss von Massenmedien auf das individuelle Verhalten berücksichtigt und durch staatliche Eingriffe reduziert werden.

### Primärliteratur
- Ronald L. Akers, Robert L. Burgess (1966): A Differential Association-Reinforcement Theory of Criminal Behavior. In: Social Problems, Bd. 14, Nr. 2, S. 128–147. 1966. doi:10.2307/798612 JSTOR:798612
- Roland L. Akers: Deviant behavior. A social learning approach. Wadsworth Pub. Co., Belmont (California), ISBN 0-534-00234-X.
- Daniel Glaser, Criminality Theories and Behavioral Images. In: American Journal of Sociology, 61. Jahrgang, 5/1956, S. 433–444. doi:10.1086/221802 JSTOR:2773486
- Edwin H. Sutherland: Principles of criminology. 4. Auflage, J.B. Lippincott Co., Chicago 1947.
  - Edwin H. Sutherland: Die Theorie der differentiellen Kontakte. In: Fritz Sack, René König (Hrsg.): Kriminalsoziologie. 3. Auflage, Akademische Verlagsgesellschaft, Wiesbaden 1979, ISBN 978-3-400-00126-6, S. 395–399 (Übersetzer Karl-Dieter Opp).
- Gresham M. Sykes, David Matza: Techniques of Neutralization: A theory of Delinquency. In: American Sociological Review, 22. Jahrgang, 6/1957, 22, S. 664–670. JSTOR:2089195
  - Gresham M. Sykes, David Matza: Techniken der Neutralisierung. Eine Theorie der Delinquenz. In: Fritz Sack, René König (Hrsg.): Kriminalsoziologie. 3. Auflage, Akademische Verlagsgesellschaft, Wiesbaden 1979, ISBN 978-3-400-00126-6, S. 360–371 (Übersetzer Karl-Dieter Opp).

### Sekundärliteratur
- Michael Bock: Kriminologie. Für Studium und Praxis. 4. Auflage, Franz Vahlen, München 2013, ISBN 978-3-8006-4705-7.
- Stefanie Eifler: Kriminalsoziologie. Transcript, Bielefeld 2002, ISBN 3-933127-62-9.
- Güther Kaiser, Hans-Jürgen Kerner, Fritz Sack, Hartmut Schellhoss: Kleines kriminologisches Wörterbuch. 3. Auflage, C. F. Müller, Heidelberg 1993, ISBN 3-8252-1274-2.
- Karl-Ludwig Kunz, Tobias Singelnstein: Kriminologie. Eine Grundlegung. 7., grundlegend überarbeitete Auflage, Haupt, Bern 2016, ISBN 978-3-8252-4683-9.
- Siegfried Lamnek: Theorien abweichenden Verhaltens I – „Klassische Ansätze“. Wilhelm Fink (UTB), Paderborn 2018, ISBN 978-3-8252-4925-0.
- Bernd-Dieter Meier: Kriminologie. 5. Auflage, C.H. Beck, München 2016, ISBN 978-3-406-69580-3.
- Frank Neubacher: Kriminologie. 3. Auflage, Nomos-Verlag, Baden-Baden 2017, ISBN 978-3-8487-3036-0.
- Karl-Dieter Opp: Abweichendes Verhalten und Gesellschaftsstruktur. Luchterhand, Neuwied 1974, ISBN 3-472-72601-6.
- Hans Joachim Schneider: Kriminologie. De Gruyter, Berlin / Boston 2014, ISBN 978-3-11-024826-5.
- Rebecca Ziegler: Soziale Schicht und Kriminalität. Lit, Berlin / Münster 2009, ISBN 978-3-8258-1986-6.